# Eucalyptus semiglobosa
Eucalyptus semiglobosa là một loài thực vật có hoa trong Họ Đào kim nương. Loài này được (Brooker) L.A.S.Johnson & K.D.Hill mô tả khoa học đầu tiên năm 1992.